# Tenore di grazia
Tenore di grazia (italienisch, wörtlich: „Tenor von (mit) Anmut“; synonym mit tenore leggero) ist ein italienischer Opernfachbegriff für einen Tenortypus, der zwischen dem tenore contraltino und dem schwereren tenore lirico (lyrischen Tenor) liegt. 
Der tenore di grazia zeichnet sich vor allem durch eine elegante („anmutige“) Linienführung (Phrasierung), Beweglichkeit und Flexibilität der Stimmführung und eine meistens warme („süße“) oder sehr helle („weiße“) Stimmfärbung (Timbre) aus. 
Die Gattung des tenore di grazia ist in der Zeit des romantischen Belcantostils zwischen ca. 1810 und 1850 entstanden, in welchem diesem Tenortyp oft die Rollen des jugendlichen Liebhabers oder Helden zugedacht waren. Der berühmteste und gefeiertste Tenor der ersten Hälfte des 19. Jahrhunderts, Giovanni Battista Rubini (1794–1853), war ein Sänger dieses Typs. Er sang in einigen Uraufführungen der Werke Vincenzo Bellinis und Gaetano Donizettis jene Partien, welche bis in unsere Tage für den Stimmcharakter des tenore di grazia stehen. 
Berühmte Vertreter des Faches waren bzw. sind: Victor Capoul, Alessandro Bonci, Tito Schipa, der junge Giacomo Lauri-Volpi, Cesare Valletti, Alfredo Kraus und in der Gegenwart Juan Diego Flórez.

## Wichtige und markante Rollen
- Conte Almaviva in Il barbiere di Siviglia von Gioachino Rossini
- Arturo in I puritani von Vincenzo Bellini
- Chapelou in Le postillon de Lonjumeau von Adolphe Adam
- Don Ramiro In La Cenerentola von Rossini
- Elvino in La sonnambula von Bellini
- Ernesto in Don Pasquale von Gaetano Donizetti
- Fenton im Falstaff von Giuseppe Verdi
- Lindoro in L’italiana in Algeri von Rossini
- Nemorino in L’elisir d’amore von Donizetti
- Tonio in La fille du régiment von Donizetti

## Bedeutende Sänger
- Luigi Alva
- Francisco Araiza
- Alessandro Bonci
- Juan Diego Flórez
- Alfredo Kraus
- Fernando de Lucia
- Tito Schipa
- Ferruccio Tagliavini